# Jet (Oklahoma)
Pour les articles homonymes, voir Jet.
Jet est une ville américaine située dans le comté d'Alfalfa, dans l’État d’Oklahoma. Selon le recensement de 2000, sa population s’élève à 230 habitants.

## Source
- (en) Cet article est partiellement ou en totalité issu de l’article de Wikipédia en anglais intitulé « Jet, Oklahoma » (voir la liste des auteurs).